# Caradrina brevipennis
Caradrina brevipennis là một loài bướm đêm trong họ Noctuidae.